# Fritz Beskow (1860–1932)
Fredrik (Fritz) Artur Beskow, född den 30 januari 1860 på Huså bruk, Kall, Jämtlands län, död den 14 maj 1932, var en svensk präst. Han var bror till Nils och Emanuel Beskow.
Beskow avlade teoretisk teologisk examen och praktisk teologisk examen vid Uppsala universitet 1887. Han blev regementspastor vid Livgardet till häst 1892, sekreterare i Svenska Bibelsällskapet 1894, extra ordinarie hovpredikant 1898 och kyrkoherde i Stora Malm 1898. Beskow var hedersledamot i brittiska och utländska bibelsällskapet. Han tilldelades Konung Gustaf V:s jubileumsminnestecken 1928 och blev kommendör av andra klassen av Vasaorden samma år.
Fritz Beskow var son till byrådirektören Axel Beskow och Anna Murray. Han gifte sig 1889 med Sophie Lagerhjelm (född 1865), som var dotter till bruksägare Pehr Erland Lagerhjelm och Jeannette Murray. En dotter till makarna Beskow, Gunhild (1891–1970), var gift med teologen Emil Färnström. Sonen Einar var bankman.